# Smittina normani
Smittina normani är en mossdjursart som beskrevs av Aristegui 1988. Smittina normani ingår i släktet Smittina och familjen Smittinidae. Inga underarter finns listade i Catalogue of Life.